# For Her Brother's Sake (film, 1911 - Melford)
Pour les articles homonymes, voir For Her Brother's Sake.
Pour plus de détails, voir Fiche technique et Distribution.
For Her Brother's Sake est un film muet américain réalisé par George Melford, sorti en 1911.

## Fiche technique
- Titre : For Her Brother's Sake
- Réalisation : George Melford
- Scénario :
- Producteur :
- Société de production : Kalem Company
- Société de distribution : General Film Company
- Pays de production :  États-Unis
- Langue : film muet avec les intertitres en anglais américain
- Métrage : 300 m (1 bobine)
- Format : Noir et blanc — 35 mm — 1,33:1 — Muet
- Genre : Film dramatique
- Durée : 10 minutes
- Date de sortie : 
  - États-Unis : 30 octobre 1911

## Distribution
- George Melford : Bob Graham
- Alice Joyce : Mary Graham - La femme de Bob
- Carlyle Blackwell : Allen - Le frère de Mary

## À noter
- Deux autres films ont été produits la même année avec le même titre, l'un de et avec Thomas H. Ince, l'autre avec Maurice Costello.